# عمرو حموده
عمرو حموده كاتب مصري ولد بالقاهرة في السادس من فبراير عام 1954م، تخرج من كلية التجارة قسم إدارة أعمال جامعة القاهرة عام 1975.

## السيرة الذاتية
عمل عمرو حموده في الكثير من المجالات فاصبح متاح له مجموعة كبيرة من التجارب والخبرات مما جعل له اهتمامات بقضايا علمية وفكرية متعددة فكانت له دراسات وأبحاث نُشرت في كتب ودوريات وصحف مصرية وعربية منها كتاب الطاقة في إسرائيل عام 1978 والمؤسسة العسكرية في إسرائيل بالاشتراك مع نادية رفعت عام 1992 ومنظمة اوابك إلى أين عام 1996 ومستقبل الاقتصاد العربي في القرن الواحد والعشرون تأليف مشترك عام 1998 والثقافة والمجتمع المدني عام 2004 تأليف مشترك.

## الأعمال

### الروايات
- رواية فيوليت والبكباشي

- رواية دار هفن عام 2010: تتحدث هذه الرواية عن الضباط الأحرار من الصف الثاني في ثورة يوليو التي حدثت عام 1952 وتتحدث عن الجانب الإنساني بكل تناقضاته من الشخصيات التي تلعب على مسرح الأحداث وكيفية تطورها بالتماهي مع المنعطفات التاريخية للفترة من 1952 حتى 1979 (لحظة توقيع إتفاقية السلام بين مصر وإسرائيل). وتتشكل العلاقات بين الشخصيات في الرواية في ضوء التحولات الاجتماعية والاقتصادية والسياسية التي مرت بها البلاد في تلك الفترة.[1]

- رواية السمسار (نشرت بدار الثقافة الجديدة عام 2016): بها قراءة المشهد السياسي المصري عبر أكثر من نصف قرن من الزمان، تبرز مقارنات بين الشخصيات المتخيلة في الرواية وشخصيات أخرى تحيا بيننا، هي شخصيات تمدّ بظلها الثقيل على حياتنا السياسية والاجتماعية والاقتصادية منذ نصف قرن من الزمان، صنعت الأحداث، وشكلتها الأحداث الكبرى، وتغيّرت مصائر كبرى في العالم تبعا لخيالات وأطماع تلك الشخصيات التراجيدية بامتياز.[1][2]

### المقالات
- المكاشفة والأدب في الاتحاد السوفيتي (مجلة الهلال في نوفمبر عام 1989)
- إسرائيل وأزمة الخليج (مجلة الهلال في ديسمبر عام 1990)
- اتفاق غزة أريحا: الملامح والنتائج السياسية والاقتصادية (مجلة القاهرة في أبريل عام 1995)
- السلام مع إسرائيل بين الوهم والحقيقة (مجلة القاهرة في ديسمبر عام 1995)[3]